# Goldie Sayers
Katherine Dinah Sayers, detta Goldie (Newmarket, 16 luglio 1982), è un'ex giavellottista britannica, vincitrice di una medaglia di bronzo ai Giochi olimpici di Pechino 2008.

## Carriera
Sayers è stata campionessa nazionale 10 volte dal 2003 al 2014. Nel 2007 è stata la prima giavellottista britannica a superare la soglia dei 65 metri dopo il restyling del giavellotto, avvenuto nel 1999.
Ha partecipato a 3 edizioni consecutive dei Giochi olimpici dal 2004 al 2012. In occasione delle Olimpiadi di Pechino 2008, Sayers si è classificata quarta, dietro la russa Marija Abakumova, con un lancio di 65,75 m, allora record nazionale. Nel 2016, in seguito alla sospensione di Abakumova per essere risultata positiva ad una rianalisi anti-doping, le è stata assegnata la medaglia di bronzo, consegnatale soltanto nel 2019.

## Record nazionali
- Lancio del giavellotto: 66,17 m ( Londra, 14 luglio 2012)

## Palmarès
| Anno | Manifestazione          | Sede              | Evento                 | Risultato | Prestazione | Note |
| ---- | ----------------------- | ----------------- | ---------------------- | --------- | ----------- | ---- |
| 1998 | Mondiali juniores       | Annecy            | Lancio del giavellotto | 22ª (q)   | 45,54 m     |      |
| 1999 | Mondiali allievi        | Bydgoszcz         | Lancio del giavellotto | 5ª        | 47,86 m     |      |
| 2000 | Mondiali juniores       | Santiago del Cile | Lancio del giavellotto | 6ª        | 51,52 m     |      |
| 2001 | Europei juniores        | Grosseto          | Lancio del giavellotto | Argento   | 55,40 m     |      |
| 2002 | Giochi del Commonwealth | Manchester        | Lancio del giavellotto | 6ª        | 51,32 m     |      |
| 2003 | Europei under 23        | Bydgoszcz         | Lancio del giavellotto | 11ª       | 53,90 m     |      |
| 2003 | Universiadi             | Taegu             | Lancio del giavellotto | 5ª        | 54,56 m     |      |
| 2004 | Giochi olimpici         | Atene             | Lancio del giavellotto | 20ª (q)   | 59,11 m     |      |
| 2005 | Mondiali                | Helsinki          | Lancio del giavellotto | 12ª       | 54,44 m     |      |
| 2005 | Universiadi             | Smirne            | Lancio del giavellotto | 4ª        | 56,25 m     |      |
| 2006 | Europei                 | Göteborg          | Lancio del giavellotto | 12ª       | 54,70 m     |      |
| 2006 | Giochi del Commonwealth | Melbourne         | Lancio del giavellotto | 5ª        | 57,29 m     |      |
| 2007 | Mondiali                | Osaka             | Lancio del giavellotto | 18ª (q)   | 57,23 m     |      |
| 2008 | Giochi olimpici         | Pechino           | Lancio del giavellotto | Bronzo    | 65,75 m     |      |
| 2009 | Mondiali                | Berlino           | Lancio del giavellotto | 12ª (q)   | 58,98 m     |      |
| 2011 | Mondiali                | Taegu             | Lancio del giavellotto | 9ª        | 58,18 m     |      |
| 2012 | Giochi olimpici         | Londra            | Lancio del giavellotto | nm        | nm          |      |
| 2012 | Europei                 | Helsinki          | Lancio del giavellotto | 4ª        | 63,01 m     |      |
| 2014 | Europei                 | Zurigo            | Lancio del giavellotto | 8ª        | 58,33 m     |      |
| 2014 | Giochi del Commonwealth | Glasgow           | Lancio del giavellotto | 7ª        | 57,68 m     |      |
| 2015 | Mondiali                | Pechino           | Lancio del giavellotto | 26ª (q)   | 58,28 m     |      |
| 2016 | Europei                 | Amsterdam         | Lancio del giavellotto | 26ª (q)   | 53,56 m     |      |

## Altre competizioni internazionali
2005
- Oro in Coppa Europa ( Leiria) - 61,37 m

2007
- Argento in Coppa Europa invernale di lanci ( Jalta) - 60,02 m
- Oro in Coppa Europa ( Vaasa) - 60,41 m

2008
- Oro in Coppa Europa invernale di lanci ( Spalato) - 63,65 m

2010
- Argento in Europei a squadre ( Bergen) - 59,25 m

2011
- Argento in Europei a squadre ( Stoccolma) - 64,46 m

2012
- Argento in Coppa Europa invernale di lanci ( Antivari) - 62,75 m